# الدوري الفنزويلي الممتاز 1997–98
الدوري الفنزويلي الممتاز 1997–98 (بالإسبانية: Primera División Venezolana 1997-98)‏ هو الموسم 78 من الدوري الفنزويلي الممتاز. كان عدد الأندية المشاركة فيه 12، وفاز فيه Atlético Zulia ‏.